# کازل ین پیتاری
کازل ین پیتاری (به ایتالیایی: Caselle in Pittari) یک کومونه در ایتالیا است که در استان سالرنو واقع شده‌است.

## خصوصیات
کازل ین پیتاری ۴۴ کیلومترمربع مساحت و ۲٬۰۰۱ نفر جمعیت دارد.

## خواهرخوانده
شهر Gottmadingen خواهرخواندهٔ کازل ین پیتاری هست.